# 冉少平
冉少平（约1960年代－），艺名冉东升，男，四川宣汉人，生于黑龙江哈尔滨，企业家，北京奥博玉屏文化传播有限公司总经理。因为连续多年在中国中央电视台春节联欢晚会的观众席中露出笑脸（1999年至今，2013、2019、2020年除外），被网友称作笑脸哥。

## 生平
冉少平生于哈尔滨远郊的朝阳公社，父亲是四川达州宣汉人，自幼喜欢唱歌。中学毕业后，他被分到农场做砖头。1980年代初赴上海音乐学院学习，后进入福建歌舞剧院。1990年代开始了歌厅驻唱生活。先后在深圳、福建工作过。2007年，他以个人名义创立“北京奥博玉屏文化传播有限公司”。

## 轶事

### 现场观看春晚经历
冉少平于1999年首次现场观看中国中央电视台春节联欢晚会。据他的描述，他现场观看春晚主要是靠运气，一次次想办法从明星那里弄到门票。而他之所以抢到了春晚的门票，是因为他唱了一句意大利名曲《我的太阳》的高音。
在他首次观看春晚之后，他开始注意结交春晚大牌明星艺术家。他运用车轮战术，轮流向明星要票。